# SN 2004gv
SN 2004gv – supernowa typu Ib odkryta 13 grudnia 2004 roku w galaktyce NGC 856. W momencie odkrycia miała maksymalną jasność 17,60m.